# Аргуэльо, Кико
Франсиско Хосе Гомес де Аргуэльо Вирц (родился 9 января 1939) — испанский художник и основатель Неокатехумената (совместно с Кармен Эрнандес).

## Биография
Кико Аргуэльо родился в Леоне (Испания) 9 января 1939 г. Он учился изящным искусствам в Академии Сан-Фернандо в Мадриде, где получил специальность преподавателя живописи и рисунка. В 1959 г. он получил специальную премию Испании в области живописи.
После глубокого экзистенциального кризиса в нём произошли сильные изменения, которые привели к тому, что он посвятил всю жизнь Христу и Церкви. В 1960 г. вместе со скульптором Коомонте и витражистом Муньос-де-Паблосом он основал группу исследования и развития священного искусства «Гильдия 62», с которой они провели ряд выставок в Национальной библиотеке Мадрида. Министерство Культуры выбрало эту группу, чтобы представлять Испанию на Всемирной Выставке Священного Искусства в Руайане (Франция) в 1960 г. В то же самое время Аргуэльо выставлял некоторые из своих работ в Голландии (галерея «Nouvelles Images»).
Убеждённый в том, что Христос присутствует в страдании невинных, Кико Аргуэльо в 1964 г. отправился жить с бездомными в лачугах местности Паломерас Альтас на периферии Мадрида.
Позже он познакомился с Кармен Эрнандес, и в обстановке нищеты они осознали необходимость найти такую форму проповеди, такой керигматически-катехетический синтез, чтобы сформировать малую христианскую общину.
Так, среди бездомных возникла первая община, которая стала постепенно распространяться: сначала по Мадриду, а затем и по другим странам. Кико Аргуэльо, Кармен Эрнандес и итальянский священник о. Марио Пецци являются основателями Неокатехумената, который на сегодняшний день существует в 1320 епархиях во всём мире, в 120 странах на всех континентах.
В 2009 г. Институт Иоанна Павла II (Рим)  присвоил Кико Аргуэльо титул почётного доктора в области брака и семьи, а в 2013 г. Люблинский Католический Университет (Польша) удостоил его титула почётного доктора богословия. Бенедикт XVI назначил его слушателем на XIII генеральной ассамблее Синода Епископов, советником Папского Совета по делам мирян и советником Папского Совета по Новой Евангелизации.